# امیل اشکودا
امیل اشکودا (انگلیسی: Emil Škoda; ۱۸ نوامبر ۱۸۳۹ – ۸ اوت ۱۹۰۰) کارآفرین، استاد دانشگاه و سیاستمدار اهل اتریش-مجارستان بود، که در سال ۱۸۵۳ شرکت اشکودا ورکس را تأسیس کرد.